# Фред Трамп
Фредерик Крист Трамп старији (11. октобар 1905 — 25. јун 1999) је био амерички инвеститор и бизнисмен. Члан породице Трамп, био је отац Доналда Трампа, 45. и 47. председника Сједињених Држава.
У партнерству са својом мајком Елизабет Крист Трамп, Фред је започео каријеру у изградњи и продаји кућа . Њихова компанија за развој некретнина основана је као Е. Трумп & Сон 1927. (касније позната као Трамп организација). Порастао је за изградњу и управљање породичним кућама у Квинсу, касарнама и баштенским становима за особље Америчке морнарице у близини великих бродоградилишта дуж источне обале, и више од 27.000 станова у Њујорку. Трампа је 1954. године истраживао комитет америчког Сената за профитерство, а 1966. поново држава Њујорк. Доналд је постао председник очевог пословања са некретнинама 1971. године, а тужио их је Одсек за грађанска права америчког Министарства правде због кршења Закона о праведном становању 1973. године; у решавању случаја, Трамповима је наређено да предузму неколико мера за сузбијање расне дискриминације.
Деценијама након Другог светског рата, Трамп је прикривао своје немачко порекло (уместо да тврди шведско наслеђе) да би избегао повезаност са нацизмом у светлу Холокауста. Такође је подржавао јеврејске циљеве. Током председничке кампање Доналда Трампа 2016. године, поново су се појавили извештаји о хапшењу Фреда Трампа на паради Кју Клукс Клана 1927. године, иако нема директних доказа да је он подржавао ту организацију. Као председник, Доналд је више пута и лажно тврдио да је његов отац рођен у Немачкој, уместо у Њујорку.
Године 2018, разоткривање The New York Times открило је да су Трамп и његова супруга Мери Ен Меклауд Трамп обезбедили преко 1 долара милијарди (у валути 2018) свом потомству у целини, док су ефективно избегавали преко 500 милиона долара пореза на поклоне. Трамп је незаконито дао неколико милиона долара Доналду између 1987. и 1991. године, а непосредно пре његове смрти (док је боловао од Алцхајмерове болести ), пренео је већину својих стамбених зграда на своју преживелу децу; неколико година касније, продали су их за преко 16 пута у односу на претходно декларисану вредност.

## Син постаје председник компаније
Фредов син Доналд придружио се очевом пословању са некретнинама око 1968. године, у почетку је радио у Бруклину, да би постао председник компаније 1971. Почео је да зове компанију Трампова организација око 1973. Млађи Трамп је ушао у посао са некретнинама на Менхетну, док се његов отац првенствено држао Бруклина, Квинса и Стејтен Ајленда. Доналд је касније рекао: „Било је добро за мене. Знаш, будући да сам нечији син, то ми је могло бити конкуренција. Овако сам добио Менхетн само за себе.“ Према већини извештаја, сам Фред је усредсредио породицу на Менхетн. Према Мери Л. Трамп, Фред је био „интимно укључен у све аспекте Доналдових раних продора на тржиште Менхетна“, а Луиз Саншајн (потпредседница Трампове организације од 1973. до 1985.) наводи да је Фред био „иза Доналдa на сваки начин, облик и форму укључујући финансирање ових развоја“.
Средином 1970-их, Доналд је од свог оца добио позајмице које су прелазиле 14 милиона долара. Током 2015–16, током своје кампање за председника САД, Доналд је тврдио да му је отац дао „мали зајам од милион долара“ који је искористио да изгради „компанију која вреди више од 10 милијарди долара“. У извештају Њујорк тајмса из октобра 2018. о финансијама Фреда и Доналда Трампа закључује се да је Доналд „био милионер са 8 година“ и да је добио 413 милиона долара (поправљено за инфлацију; 483,6 милиона долара у валути 2023.) од Фредовог пословног царства током свог живота, укључујући преко 60,7 милиона долара (неприлагођено за инфлацију; 163,9 милиона долара у валути 2023.) у кредитима, који су углавном били ненадокнађени.